# Lijekovi za liječenje bolesti kardiovaskularnog sustava
Kardiovaskularni sustav jedan je od najvažnijih infrastrukturalnih sustava u našem tijelu. Njega bi mogli usporediti s cestovnom i željezničkom mrežom neke zemlje. Kao što cestama i prugama kolaju ljudi i materijalna dobra, tako žilama kola krv, prenositelj kisika, energenata (škrob i masti), građevnih komponenti (aminokiseline), otpadnih tvari (mokraćna kiselina, urea), obrambenih jedinica (leukociti), raznih proteina, glasnika (hormoni), i dr. Kardiovaskularni sustav ima i zadaću ujednačiti pogodne uvjete u svakoj točki organizma održavajući stalnu temperaturu, pH, osmolaritet i dr.
Kardiovaskularni sustav se sastoji od centralne mišićne pumpe, srca, dvostrukog kruga žila - jedan krug se zove plućna cirkulacija i vodi krv od srca u pluća i natrag u srce, a drugi krug je sistemska cirkulacija i vodi krv od srca u sve ostale dijelove organizma te natrag u srce. Koronarne žile jesu žile koje krvlju napajaju samo srce. Žile koje vode krv od srca zovu se arterije, a žile koje vode krv do srca jesu vene.
Arterijski sustav tijela počinje s glavnim velikim arterija kao što je primjerice, aorta, i progresivno se grana u sve manje i manje žile, sve do razine kapilara. Kapilare zatim postaju najmanje žile venskog sustava, koje se, zatim, progresivno spajaju u sve veće i veće vene. One vraćaju krv natrag u srce. Svrha ovog elegantnog i kompleksnog sustava cijevi jest dostaviti kisik i nutrijente svakoj stanici organizma, preuzeti od njih ugljični dioksid i otpadne tvari te transportirati ih u organe izlučivanja.
Kardiovaskularnih sustavom upravljaju centri u donjim dijelovima mozga - autonomni živčani sustav ubrzava i usporava rad srca. Tako simpatikus ubrzava rad srca, a parasimpatikus usporava rad srca. Također, autonomni živčani sustav utječe na širenje i sužavanje krvnih žila te na taj način usmjerava glavninu cirkulacije, ovisno kako je, kada i gdje potreban veći protok. Adrenalin iz nadbubrežnih žlijezda potiče rad srca, a bubrezi kontroliraju ukupni volumen krvi.
Uz krvožilni sustav postoji i sustav limfnih žila. On skuplja višak tkivne tekućine u tkivima i vraća ga u krvožilni sustav. Limfne žile su važne i za apsorpciju masnoća iz crijeva te u obrambenom sustavu organizma.
Bolesti krvožilnog sustava jesu najčešće i najsmrtnonosnije bolesti koje zauzimaju vodeće mjesto u ukupnog smrtnosti od bolesti. Najčešće bolesti srca jesu slabljenje snage mišića srca (kardiomiopatije, kongestivno zatajenje srca), poremećaj ritma rada srca (aritmije) i nedostatak kisika u srčanom mišiću zbog bolesti koronarnih žila (ateroskleroza, ishemijska bolest srca, angina pectoris, infarkt srca).
Općenita bolest krvožilnog sustava jest hipertenzija, povišeni arterijski tlak, koji je faktor razvoja brojnih ostalih bolesti kardiovaskularnog sustava. Ateroskleroza je bolest oštećenja i suženja krvnih žila. Najčešća bolest vena jest varikoziteti vena. Poseban problem u krvožilnom sustavu jest povišenje masnoća u krvi (hiperlipidemija), jer je važan faktor u razvoju ateroskleroze i ostalih bolesti krvožilnog sustava.
Bolesti krvožilnog sustava ne javljaju se iznenada - najprije započinju neprimjetno i bez simptoma razvojem hipertenzije ili/i hiperlipidemije, zbog kojih dolazi do razvoja opasnijih bolesti kao što su ateroskleroza, ishemijska bolest srca (angina pectoris i infarkt srca). U konačnici se razvijaju kongestivno zatajenje srca i aritmije. Bolesti kardiovaskularnog sustava se često "vuku" do kraja života i mnoge od njih znaju biti kronične (hipertenzija, hiperlipidemija, angina pectoris). Uz lijekove, pacijenti koji boluju od kardiovaskularnih bolesti mogu doživjeti dugu starost, ali, u konačnici često umiru zbog posljedica tih bolesti.
Od bolesti kardiovaskularnog sustava se često umire, pa su lijekovi za liječenje bolesti kardiovaskularnog sustava jedni od najpropisivanijih i najtrošenijih lijekova u svijetu.
Tako se za liječenje hipertenzije koriste diuretici, antihipertenzivi, ACE i AT II inhibitori, blokatori kalcijevih kanala i beta blokatori. Za liječenje aritmija koriste se antiaritmici, beta blokatori i blokatori kalcijevih kanala. U liječenju i prevenciji ishemijskih bolesti koriste se beta blokatori, vazodilatatori, blokatori kalcijevih kanala i hipolipemici. Kod kardiogenog šoka koriste se srčani stimulatori. U liječenju kongestivnog zatajenja srca koriste se srčani glikozidi, diuretici, vazodilatatori i ACE inhibitori. Za liječenje povišenih masnoća u krvi i prevenciju ateroskleroze koriste se hipolipemici. Za liječenje bolesti vena (varikoziteti, hemoroidi) koriste se vazoprotektivi, a periferni vazodilatatori se koriste kod smetnji periferne cirkulacije u udovima. 